# Limnephilus znojkoi
Limnephilus znojkoi är en nattsländeart som beskrevs av Martynov 1938. Limnephilus znojkoi ingår i släktet Limnephilus och familjen husmasknattsländor. Inga underarter finns listade i Catalogue of Life.